# Cleistanthus kwangensis
Cleistanthus kwangensis är en emblikaväxtart som beskrevs av J.Leonard. Cleistanthus kwangensis ingår i släktet Cleistanthus och familjen emblikaväxter. Inga underarter finns listade i Catalogue of Life.